# St-Martin (Brive-la-Gaillarde)

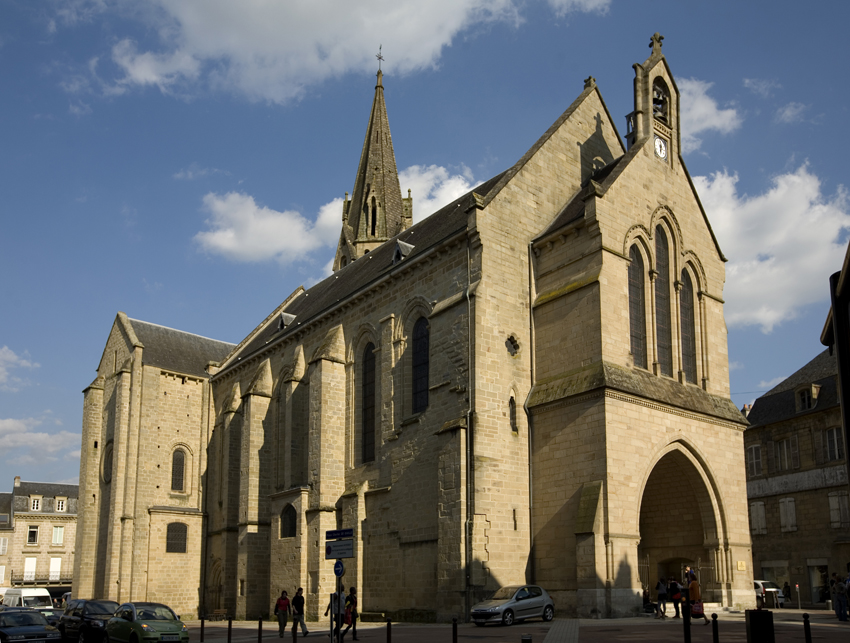
St-Martin in Brive-la-Gaillarde (Blick von Nordwest)

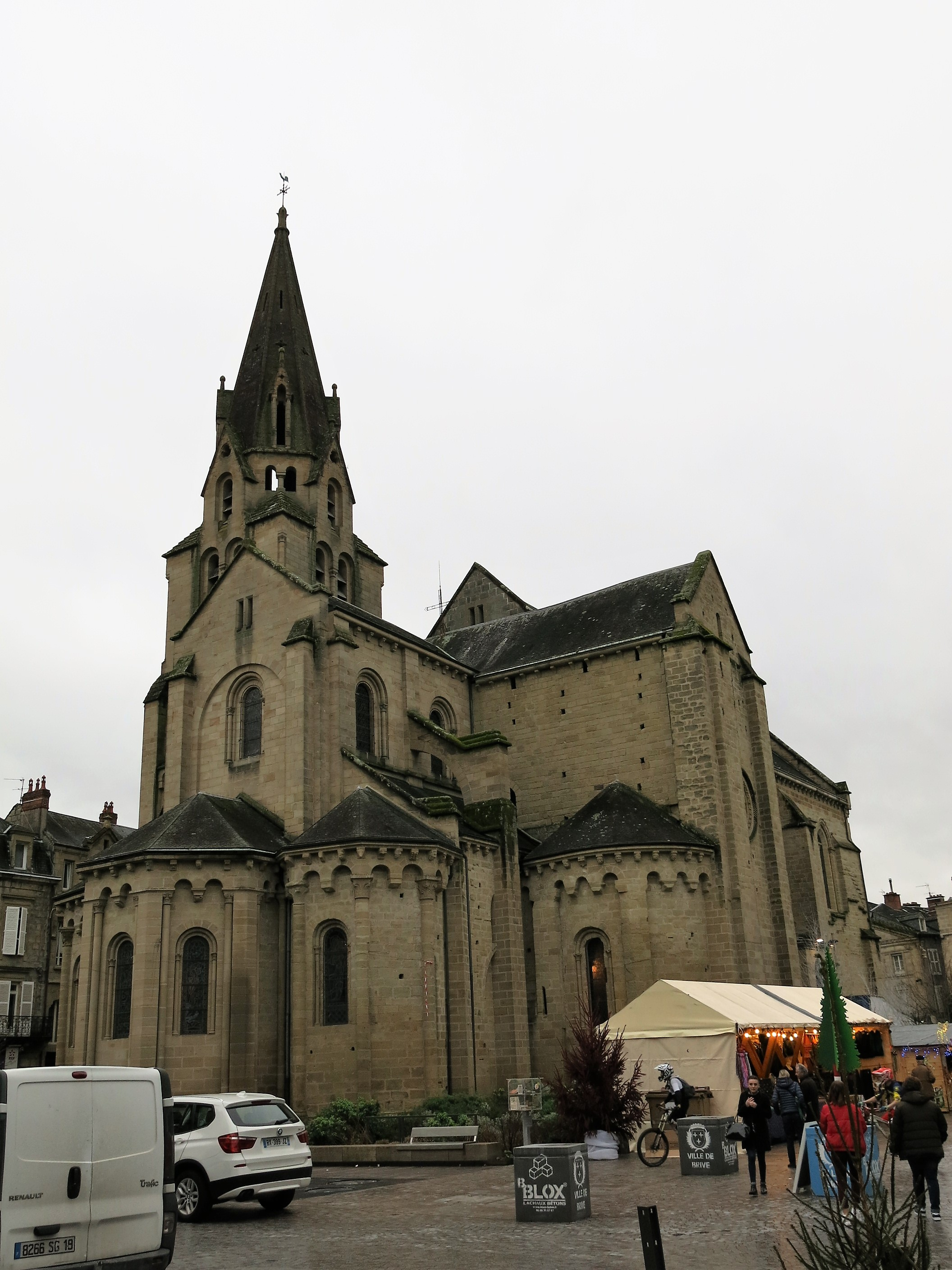
St-Martin in Brive-la-Gaillarde (Blick von Nordost)

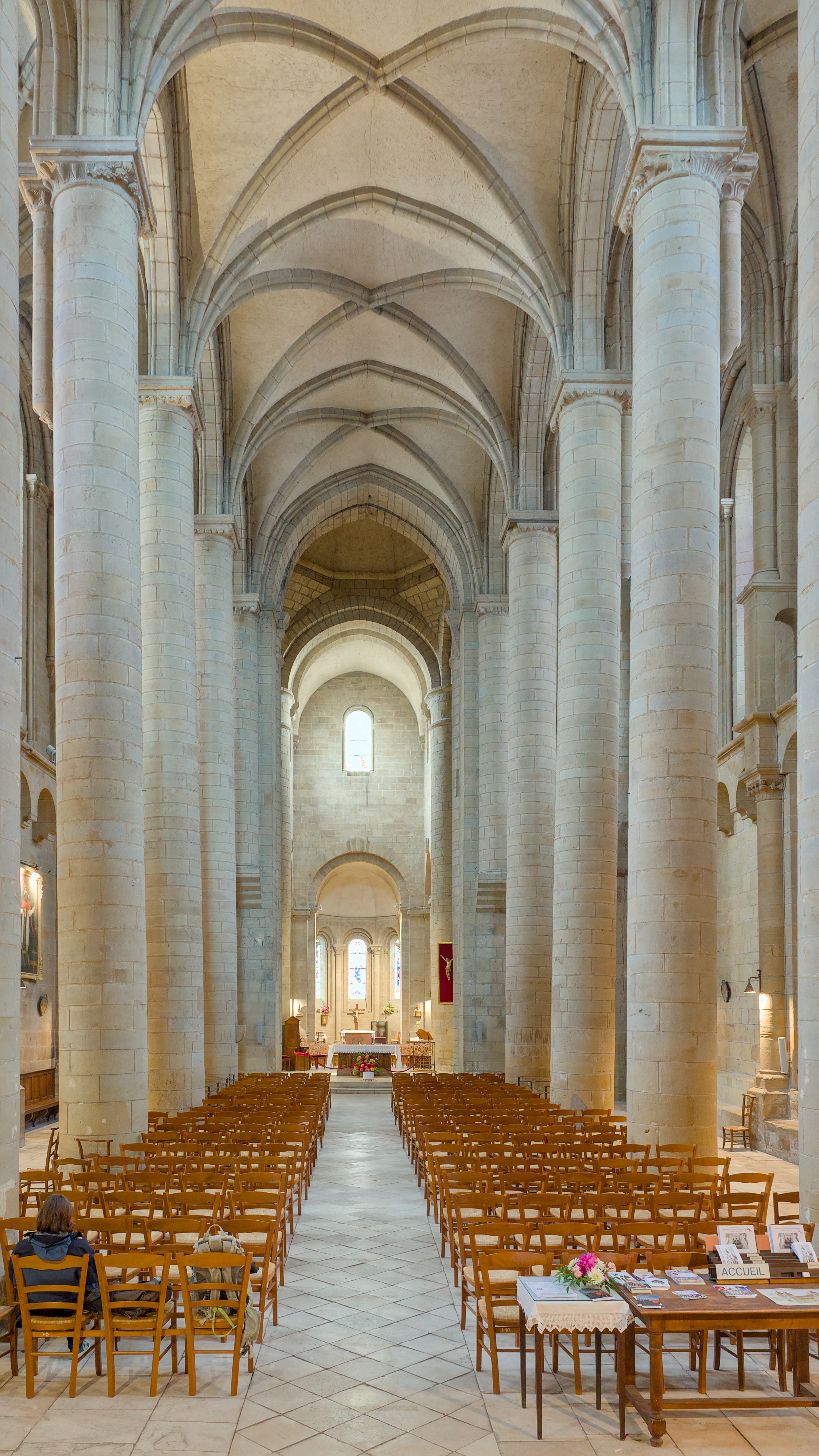
St-Martin in Brive-la-Gaillarde (Inneres)

Die Kollegiatkirche Saint-Martin ist eine römisch-katholische Kirche in der französischen Stadt Brive-la-Gaillarde im Bistum Tulle. Sie ist seit 1862 als Monument historique klassifiziert.

## Lage und Patrozinium
Der geostete Kirchenbau steht mitten im spinnennetzartig angelegten historischen Zentrum der Stadt. Die Kirche ist zu Ehren des heiligen Martin von Tours geweiht. Sie gehört zum Espace missionnaire de Brive. und darin zur Communauté locale de Brive Centre et paroisses extra-muros. Derzeit wird sie von der Gemeinschaft Sankt Martin betreut.

## Geschichte
Die Kirche wurde im 12. Jahrhundert romanisch begonnen. Romanisch sind noch das Querhaus, die Apsidiolen (sekundäre Apsiden) und einige Kapitelle. Den Chor ließ im 18. Jahrhundert Kardinal Guillaume Dubois (gebürtig aus Brive) nachbauen. Das gotische Mittelschiff und die beiden Seitenschiffe stammen aus dem frühen 14. Jahrhundert. Der 1896 fertiggestellte Turm misst 60 Meter. Vom Eingang (1877) steigt man über acht Stufen in den bemerkenswert hohen Kirchenraum hinab.

## Ausstattung
Mehr als 60 Kapitelle schmücken die Kirche außen wie innen. Das Taufbecken mit einem Durchmesser von 180 cm stammt aus dem 13. Jahrhundert. Die Kirche verfügt über sechs Gemälde, darunter zwei von Jean André (1662–1753).
Die romantische Orgel wurde 1859 von Jean-Baptiste Stoltz (1813–1874) gebaut. Sie hat drei Manuale und 36 Register. Die größte Pfeife misst 4,80 Meter.